# Napoleon na polu bitwy pod Pruską Iławą
Napoleon na polu bitwy pod Pruską Iławą (fr. Napoléon sur le champ de bataille d'Eylau) – obraz olejny Antoine-Jeana Grosa z 1808, przedstawiający Napoleona I na pobojowisku w dzień po bitwie pod Pruską Iławą. Obecnie przechowywany w Luwrze. Dzieło, powstałe na zlecenie francuskiego muzeum, w sposób realistyczny przedstawia okropieństwo wojny oraz stanowi przykład kultu cesarza Francuzów.

## Okoliczności powstania i historia obrazu
W dniach 7–8 lutego 1807 francuska Wielka Armia stoczyła z połączonymi siłami rosyjskimi i pruskimi jedną z najkrwawszych bitew ery napoleońskiej. W czasie dwudniowych walk pod Pruską Iławą zabitych lub rannych zostało kilkadziesiąt tysięcy żołnierzy, obie strony poniosły dotkliwe straty.
Tragiczna bitwa od razu stała się przedmiotem cesarskiej kampanii propagandowej, w której przedstawiano ją jako wielkie francuskie zwycięstwo. W prasie pojawiały się na jej temat rozliczne artykuły i relacje świadków, publikowane równocześnie w Paryżu i Berlinie. Sam Napoleon pisał o niej w biuletynie Wielkiej Armii – Bulletin de la Grande Armée. Jedną z form z gloryfikacji osoby cesarza stało się także ogłoszenie publicznego konkursu na wykonanie obrazu przedstawiającego wydarzenia w Prusach. 7 marca 1807, miesiąc po bitwie, Dominique Vivant Denon, dyrektor Musée Napoléon (obecnie Luwr), rozpisał konkurs na wykonanie pracy. 2 kwietnia 1807 informacje o nim zostały opublikowane w gazetach. Zlecając wykonanie dzieła, organizatorzy konkursu jasno określili jego zasady i wszelkie detale, jakie miały znaleźć się na płótnie. W ogólnym zarysie, obraz miał ukazywać Napoleona na polu bitwy, w dzień po walce, nadzorującego niesienie pomocy rannym. Szczegóły obrazu zostały jasno określone przez Vivant Denona, tyczyły się one topografii, ukazanych postaci, ciał, ich ubioru czy rozmiarów dzieła. Do konkursu stanęło 26 artystów, których szkice zostały zaprezentowane w Luwrze. 13 czerwca 1807 spośród nich została wybrana praca Grosa, któremu ostatecznie zlecono wykonanie malowidła.
Antoine-Jean Gros pracował nad obrazem na przełomie 1807 i 1808. Gotowy obraz został zaprezentowany podczas dorocznego paryskiego Salonu w 1808. Napoleon osobiście docenił pracę artysty i odznaczył Grosa krzyżem Legii Honorowej.

## Opis obrazu
Dzieło Grosa, obok tego, że w sposób pełny odzwierciedla wymogi zleceniodawców, charakteryzuje się również niespotykanym w innych jego obrazach (i innych obrazach Napoleona) poziomem realizmu. Na pierwszym planie ukazany został przerażający widok leżących na ziemi ciał oraz rannych żołnierzy nieprzyjaciela. Wizja ta według zaleceń z konkursu miała „wpajać w książąt miłość i pokój oraz okropieństwo wojny”. Najbliżej odbiorcy znajduje się stos ciał przysypanych częściowo śniegiem. Nieco po prawej widać rannego nieprzyjaciela, próbującego wydostać się z pobojowiska.
Cesarz, umieszczony w centralnym punkcie obrazu na jasnym koniu, ukazany jest jako postać pełna współczucia, z wyciągniętą ręką w geście błogosławieństwa. Jak pisał Vivant Denon, „pocieszający wyraz wielkiego człowieka wydaje się łagodzić okropność wojny i roznosić delikatne światło na tę scenę rzezi”. Napoleon przedstawiony jest jako władca pełen człowieczeństwa, a nawet rozciągający swoją hojność na żołnierzy wroga. Ranni nieprzyjaciele wydają się wyrażać podziw i wdzięczność jego osobie. Jeden z nich chwyta się nogi cesarza.
W trakcie obchodu pobojowiska towarzyszą mu po bokach generałowie oraz medycy. Ciemna sylwetka marszałka Murata na czarnym koniu tuż za Napoleonem kontrastuje z wizerunkiem władcy i symbolizuje walkę. Z przodu Napoleona znajduje się litewski wojownik na koniu, pozdrawiający go i składający mu przysięgę oddania.
Ponury wydźwięk sceny spotęgowany jest śnieżnym krajobrazem skąpanym w bladym świetle. W tle unoszą się kłęby czarnego dymu. Odbiór wzmocniony został również poprzez rozmiary dzieła; twarze poległych u dołu obrazu są dwukrotnie większe od rzeczywistych ludzkich rozmiarów. Część postaci jest ucięta, jako że płótno w założeniu miało ukazywać prawdziwe zdarzenia. Przedstawiając scenę w sposób niezwykle realistyczny, Gros zrywa z neoklasycyzmem swego mistrza Jacques-Louis Davida i kieruje w stronę dzieł malarzy epoki romantyzmu.